# Украинская пропаганда во время вторжения России на Украину
Украинская пропаганда во время вторжения России на Украину оказала большое воздействие на информационное пространство, привлекая внимание как украинской, так и мировой общественности. Фокус украинского нарратива в значительной степени ориентирован на международную поддержку и стремление представить события в свете, выгодном для Украины. Встречаются не соответствующие действительности утверждения проукраинской направленности.
В связи с вторжением на Украине были приняты нормативно-правовые акты, запрещающие высказывания, «угрожающие территориальной целостности страны, призывающие к войне, разжигающие расовые или религиозные конфликты или поддерживающие агрессию России против Украины». СМИ, которые ранее находились под контролем небольшого числа олигархов, были объединены и теперь в основном транслируют программы, одобренные правительством: в 2022 году шесть крупнейших украинских телеканалов начали общее круглосуточное вещание, чтобы доносить до общественности единую государственную военную пропаганду.
Украинский дискурс сосредоточен на внутренней динамике и ситуации внутри Украины. Одним из аспектов украинской пропаганды является стремление вызвать эмоциональную реакцию аудитории и распространить драматические истории об украинской стойкости. Украинские СМИ обвиняют в том, что они тиражируют пропагандистские истории и городские легенды, такие как «Призрак Киева» или «Стражи острова Змеиный».
Украину критикуют за преуменьшение негативного освещения о ней в СМИ. Украинская пропаганда не ограничивается внутренним информационным пространством, проникая в западные СМИ. При поддержке зарубежных консультантов, особенно американских лоббистов, Украина запустила «PR-машину», создав структуру из международных рекламных и PR-агентств, активно внедряющих подготовленные информационные сообщения в международное пространство.

## Информационный нарратив

### Общая характеристика
Длительное время до начала российского вторжения Украина осуществляла стратегические действия, направленные на установление информационного преимущества. За прошедшие годы страна разработала методы ограничения использования российской информации и формирования своего национального нарратива. Несмотря на численное и технологическое превосходство России, Вооружённые силы Украины демонстрируют решимость и подготовку, превосходящие уровень 2014 года, что придаёт им моральное преимущество и повышает шансы на успех.
Украинские усилия на государственном уровне были направлены на тотемизацию сопротивления Украины с целью привлечения всемирной поддержки и призыва к бойкоту в отношении России. С самого начала конфликта Украина осознала важность контроля за распространением информации своими гражданами и использованием этой информации Россией. Государственные органы страны используют пропагандистские методы для распространения рассказов о героизме, укрепления морального духа и обращения за помощью. С течением времени украинцам было запрещено публиковать изображения передвижений украинской армии или взрывов в социальных сетях с целью предотвращения распознавания российскими системами наведения. Также мирные жители Украины активно поддерживают пропагандистские усилия, распространяя изображения военных действий. Инициированный украинским правительством нарратив дополняется повторяющейся публикацией изображений женщин на передовой. Они демонстрируют использование коктейлей Молотова, военной экипировки или оружия — всё это служит символом сопротивления. Эти действия направлены на подчёркивание идеи «героического сопротивления» с целью привлечения международной общественной поддержки.
Украинское правительство, независимые организации и страны Запада приняли меры по борьбе с российскими информационными эксплойтами, включая планы использования Россией поддельных видео украинских атак в качестве предлога для вторжения. В начале конфликта в социальных сетях появились фотографии из других конфликтов, фильмы и даже видеоигры, утверждающие, что происходят российские атаки.
Контрнаступательный характер украинской пропаганды заключается в фокусе на поражении России и военном успехе Украины, особенно в активной фазе войны в 2022 году. Помимо такого подхода, пропаганда также использует стратегию противодействия для дискредитации российских пропагандистских нарративов относительно Украины, особенно в контексте международных решений. Она признаёт влияние российской пропаганды на мировой арене и стремится вызвать вызов, представляя иные точки зрения и доказательства, опираясь на свои национальные нарративы, архетипы и символы украинской идентичности. Кроме того, украинская пропаганда подчёркивает противоречивость российского пропагандистского нарратива и пытается разрушить российские мифологемы путем их демифологизации. Украинские нарративы характеризуются основным мотивом в лице «освободительной борьбы» украинцев за свою национальную идентичность и государственность.
По мере углубления войны на Украине коммуникационная стратегия страны, согласно оценке журнала Wired, более гладкой и профессиональной, акцентируя внимание на действиях обычных людей, проявляющих мужество в условиях войны. По мнению The Washington Post, Украина достигла успеха в информационной войне, начав агрессивную коммуникационную кампанию, которая привела к значительным поставкам оружия со стороны Запада и широкой поддержке экономических санкций против России.
Украинская пропаганда акцентирует внимание на результатах контрстратегий в ходе военных действий. Она стремится информировать общество о потенциальных угрозах, таких как химические атаки и заминированные территории, а также предостерегая о возможных сценариях и реагируя на изменения в ситуации. Несмотря на электроэнергетический кризис в 2023 году, Украина акцентировала внимание на электронных устройствах и их использовании.
С началом вторжения России на Украину украинская сторона также предприняла значительные усилия для дистанцирования от антисемитизма в украинской пропаганде и стремилась получить поддержку Израиля, но в процессе невольно усилила негативистские стереотипы.

### Уровни пропаганды
Украинская военная пропаганда, как сообщает редактор словацкой газеты «Постой» Эрик Потоцкий, нацелена на два уровня. Внутренне она пытается поддерживать дисциплину и боевой дух своей армии, публикуя российские военные преступления, а также уничтоженную российскую военную технику. Украинская сторона при этом завышает потери России и преуменьшает собственные. Второй уровень украинской военной пропаганды — это общение с международным сообществом, а также косвенно с российским руководством. Так, президент Украины Владимир Зеленский ищет поддержки у других стран, просит о поставках средств защиты, оружия и прочих необходимых припасов, однако в то же время посылает сигнал и в Кремль.
Научный сотрудник румынской Национальной академии разведки Сильвиу Петре отмечает, что украинскую пропагандистскую борьбу можно подразделить на два уровня: усилия элит, сосредоточенных вокруг президента Зеленского, и усилия на низовом уровне, где главными участниками выступают вооружённые силы и обычные граждане.

### Нарративы Владимира Зеленского

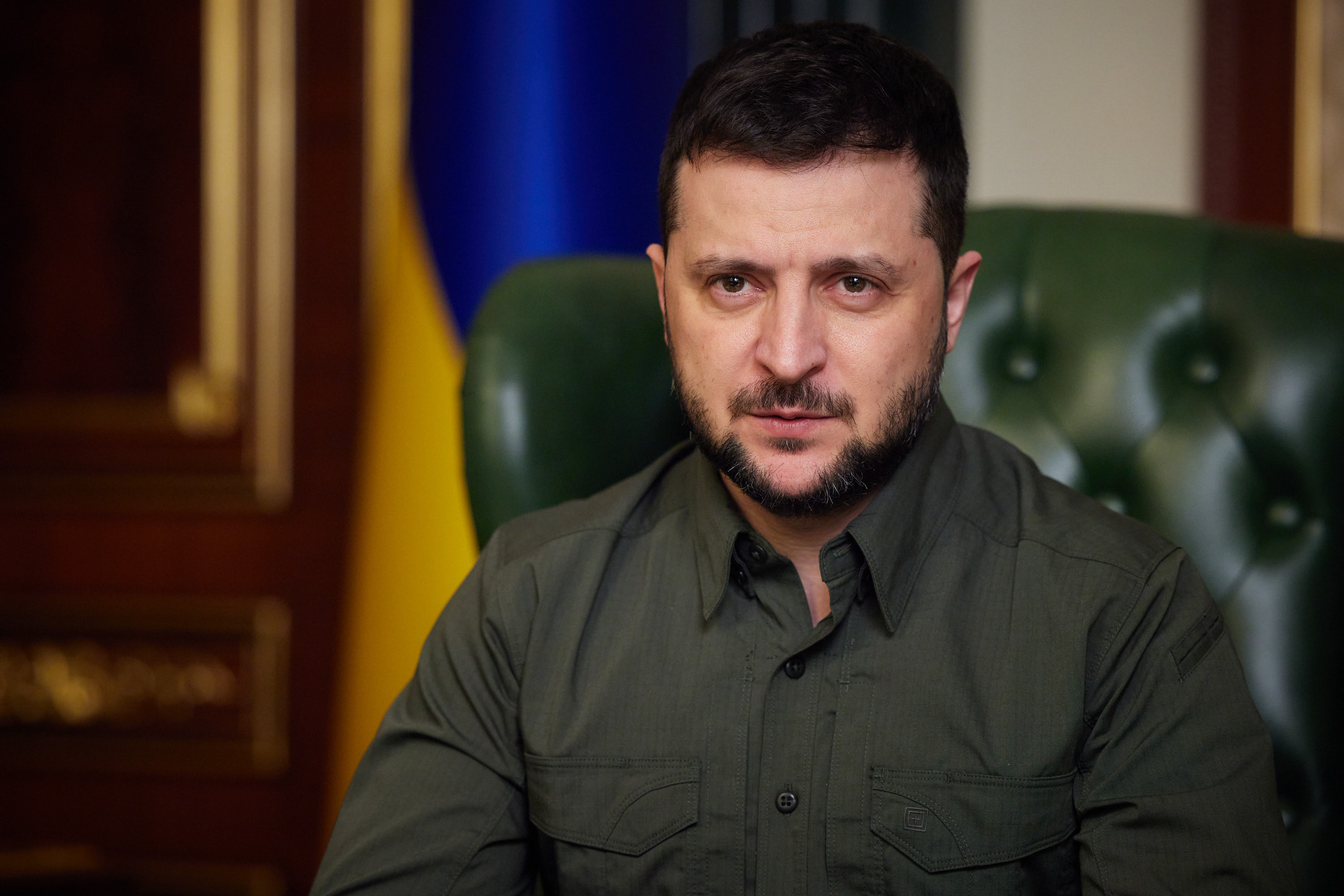
Владимир Зеленский в апреле 2022 года

Владимир Зеленский придерживался нестандартной коммуникационной стратегии, отличающейся пренебрежением к стандартному дипломатическому языку. Это вызывало дискомфорт у сторонников Украины на Западе, в том числе при критике политики администрации Джо Байдена относительно санкций против газопровода «Северный поток-2».
После начала вторжения украинская пропаганда быстро подействовала в информационном пространстве. В первые часы российского вторжения особое значение для страны сыграла коммуникация президента Владимира Зеленского. На фоне слухов о том, что украинское руководство могло покинуть страну, Зеленский решил записать в военной форме цвета хаки на улице Киева видео с членами своей администрации, чтобы подчеркнуть свой статус и решение остаться в столице в период военных действий. Это завоевало его популярность как на Украине, так и в мировом сообществе. Украинский президент в период первой фазы вторжения также произнёс следующую известную фразу: «Мне нужны боеприпасы, а не поездка».
Зеленский активно использовал социальные сети и обращался к эмоциям зарубежных лидеров, бросая вызов их политике. Он активно обращался к западным странам с призывом оказать дополнительную поддержку. Благодаря его действиям усилились поставки вооружений Украине от Запада и экономические санкций против России. Тактика Зеленского вышла на более широкий уровень, включая регулярные видеообращения, селфи-ролики и официальные видеоконференции, что привело к формированию международной реакции на российское вторжение. Его обращения были направлены не только на поддержку украинцев в условиях военных действий, но и на привлечение внимания обычных россиян через социальные сети — в зависимости от аудитории президент переключается между языками, например, говоря при обращении к россиянам на русском языке. В своих выступлениях Зеленский приводил тезисы о том, что «россияне — насильники», «россияне убивают всех украинцев», «россияне говорят, что название „Украина“ должно исчезнуть», «россияне говорят, что приветствуется убийство как можно большего числа украинцев в войне», «НАТО должно помочь», «страны НАТО должны броситься на помощь Украине» и так далее.
До вторжения России на Украину многие западные обозреватели считали, что Россия имеет преимущество в пропаганде. Однако после начала российского наступления западные журналисты и учёные отметили продуманные информационные нарративы и эффективные послания президента Владимира Зеленского. Несмотря на некоторое несоответствие фактов, нарратив, продвигаемый им, был эффективным и вызывал симпатию Запада. Зеленский использовал во время войны социальные сети для распространения пропаганды, даже когда скрывался в своём бункере.
Украинский президент инициировал ряд дискурсивных выступлений с целью привлечения внимания мирового сообщества. Зеленский активно выступает на мировой арене, обращаясь к различным организациям и странам с призывами к санкциям, военной поддержке и гуманитарной помощи. Его публичные выступления не ограничиваются политической аудиторией, включая нестандартные события, такие как участие в различных культурных мероприятиях и телешоу.
Командой украинского президента был разработан формат ежедневных видеообращений к народу Украины. Зеленский также выступал с телеобращениями к парламентам в том числе стран Европейского союза и НАТО. С помощью характерных онлайн-выступлений украинский президент сформировал свою определённую репутацию и имидж в условиях военного времени. На Западе Зеленский стал известен как «главный коммуникатор», сыгравший важную роль в привлечении международной поддержки Киева посредством ежедневных видеообращений. Он также регулярно выступает с речами, чтобы перевести нейтральные страны на сторону Украины. Содействие стран Запада, эффективное использование современных технологий, таких как социальные сети и искусственный интеллект, способствовали успешному завоеванию Украиной контроля над информационным пространством и фактической победе в информационной войне.
Информационная кампания Зеленского в том числе включала отказ от предложения президента США Джо Байдена покинуть страну, проведение прямых эфиров с использованием мобильного телефона, общение с европейскими лидерами относительно своей возможной гибели, публичные появления с супругой для журнала Vogue. Президент также использовал нестандартные публичные выступления, участвуя в мероприятиях, таких как «Золотой глобус», «Грэмми» и «Венецианский кинофестиваль». В 2022 году ему было присвоено звание «Человека года» по версии журнала Time.
Однако спустя полгода войны, как отмечает журнал Foreign Policy, проявились проблемы в общественных связях. Например, критику вызвала фотосессия для Vogue, документальный фильм CBS, показавший проблемы с поставкой американского оружия, и заявления Amnesty International о нарушениях со стороны украинских сил. Также появились сообщения о потере Украиной территорий на востоке и внутренних изменениях в правительстве. Отчёты CBS и Amnesty International были отвергнуты Украиной, что, по мнению Foreign Policy, свидетельствовало о сложностях в разработке надёжного нарратива для поддержки интересов Зеленского и его сторонников на Западе.
Анализ учёных Антона Олейника и Владимира Паниотто показал усиление в 2023 году акцента Зеленского на оккупации (ключевой категории для оформления войны как «национально-освободительной»), ВСУ, Бахмуте (месте интенсивных и долгих боёв), Харькове, Херсоне, а также на «ракетах» и «обстреле». Исследование также показало, что украинская пропаганда оказалась менее эффективнее российской.

### Стратегические коммуникации
Украина проявила высокую подготовленность в различных аспектах, включая информационную войну, к вторжению России. Система, создаваемая на протяжении многих лет и объединяющая государственный сектор и гражданское общество, использовала имеющиеся ресурсы и успешно мобилизовала как местное, так и международное сообщество. Утверждённая в 2021 году министерством иностранных дел Украины коммуникационная стратегия, основанная на четырёх сценариях разной сложности, — от информационных операций России до полномасштабного военного вторжения, — включала конкретные скоординированные действия. Однако, несмотря на готовность к наихудшему сценарию, все аспекты такого развития событий не были предусмотрены, и структуры, ответственные за стратегические коммуникации, оказались в состоянии хаоса. В этой ситуации организации гражданского общества сыграли решающую роль в решении задач, для которых у МИД Украины не хватало ресурсов.
Профессор Кэтлин Холл Джеймисон из Школы коммуникаций Анненберга Пенсильванского университета охарактеризовала стратегию обмена сообщениями Киева как «визуально запоминающуюся, в высшей степени драматичную». Старший научный сотрудник американского Атлантического совета Шон Макфейт отметил, что украинская коммуникационная стратегия, известная как «стратком», подчеркнула изменения в современных конфликтах с акцентом на обмен информацией, СМИ и убеждение. В марте 2022 года газета The Washington Post сообщила, что западные официальные лица, хотя и признают успешность коммуникационной стратегии Украины, подчёркивают сложность непосредственной проверки предоставляемой информации с украинской стороны.
В своём исследовании Ивар Экман и Пер-Эрик Нильссон (2023) выделяют три ключевых фактора, определяющих стратегическую коммуникацию Украины с начала войны:
- Координация. Метод координации подчёркивает подход «одного голоса», при котором основные коммуникационные сообщения были единообразными и передавались от правительства ко всем уровням власти. В процессе этого подхода сообщения адаптировались для различных аудиторий, сохраняя свою согласованность и не предполагая обычного повторения.
- Создание основных нарративов. Метод создания основных нарративов, согласно исследованию, базировался на формировании сообщений, подчёркивающих моральное превосходство Украины над Россией и дерзость украинцев на поле боя. Его целью было изображение России как террористического государства, замалчивающего свои потери, что подчёркивало бы неудачи россиян перед «мотивированными» украинцами.
- Стиль общения. Обмен информацией украинского правительства отличается тщательной проработкой, стратегическим подходом и использованием различных методов, необходимых для привлечения внимания разнообразной интернет-аудитории. К этим приёмам относятся юмор, сарказм, издевательства и даже троллинг, часто замаскированные под форму интернет-мемов. Помимо этих факторов, учёные также подчёркивают важность использования новых технологий в коммуникационной стратегии Украины, в частности, социальных сетей и творческого распространения через них качественного контента[42]. Например из добровольцев было сформировано интернет-сообщество NAFO, которое занимается высмеиванием российской пропаганды и повышением осведомлённости о российских военных преступлениях на Украине. NAFO ориентировано на западную аудиторию и производит и распространяет англоязычный контент в США, Европе и других регионах, играя важную роль в «когнитивной войне» против России[42].

Основные нарративы украинской коммуникации были разработаны на основе анализа российских информационных операций. Центр стратегических коммуникаций и информационной безопасности в течение 2022 года опубликовал более 200 аналитических статей на украинском и английском языках, а также запустил цифровую платформу «Довидка Инфо» для предоставления информации и поддержки украинцам в условиях кризиса и войны.
В рамках усилий по координации СМИ министерство обороны Украины активно взаимодействует с журналистами. 18 августа 2022 года ведомство открыло военный медиацентр, который является центром для распространения новостей сил обороны и безопасности Украины. Этот центр предназначен для обеспечения скоординированной коммуникации, активно взаимодействуя с украинскими и зарубежными представителями СМИ через брифинги, пресс-конференции и другие каналы связи.
С началом наступления на оккупированные регионы в 2022 году украинское правительство разработало планы реинтеграции проживающих там людей. Министр по вопросам реинтеграции временно оккупированных территорий Украины Ирина Верещук отметила подготовку команды, состоящей из госслужащих, учителей и социальных работников, которые будут работать в этих регионах после их освобождения. Использовался термин «временно оккупированные территории», отправляющий сигнал о том, что освобождение этих территорий — лишь вопрос времени. Эта терминология употреблялась не только внутри страны, но и на международной арене — её часто используют страны Запада.

## Социальные сети
Украина ведёт информационную войну в качестве средства противостояния российскому вторжению, используя СМИ и социальные сети для представления международному сообществу обстановки в стране во время военных действий. Различные платформы социальных сетей, такие как Instagram, Telegram, TikTok, Facebook и Твиттер (X), служат украинцам и их сторонникам для распространения пропагандистского контента о жестокости российского вторжения.
Официальная украинская военная статистика и видеозаписи, распространяемые украинцами, создали образ замедления продвижения крупной и организованной российской армии. В социальных сетях активно распространялись оптимистичные видео, формируя впечатление успешного украинского сопротивления. На онлайн-платформах украинская пропаганда подняла негативные аспекты действий России. Распространение фото- и видеоматериалов, например, историй о жизни украинцев в бомбоубежищах, привело к мировой поддержке Украины и осуждению действий России. Доцент кафедры коммуникаций Университета Клемсона Брэндон Боутрайт отмечает, что украинскими государственными органами умело используются социальные сети, придающие историям об украинском сопротивлении выраженный яростный оттенок.
В первые месяцы российского вторжения официальные аккаунты украинского правительства и города Киева в социальных сетях в основном фокусировались на военных событиях, начиная от кампаний по сбору средств до призывов к пользователям выражать свои мнения официальному аккаунту России в Твиттере. Другие сообщения благодарили США за поддержку. Украинские твиты направлены против России и в основном ориентированы на противостояние российскому нарративу или на информирование общественности о различных аспектах войны. В украинском Твиттере в том числе активно обсуждается тема геополитики с фокусом на консолидации поддержки Запада, партнёрствах с зарубежными странами, стремлении к вступлению в НАТО и интеграции ООН. Важность военной помощи для страны существует как в 2022 году, так и в 2023 году, при этом последний год характеризуется более детальным освещением особенностей ожидаемой военной поддержки со стороны западных союзников. Украинский Твиттер фокусируется на военной помощи, контрнаступлении, мирных инициативах и концепции «русского мира», описанной проукраинскими сторонниками в негативном свете.

## Риторика
Украинские чиновники и СМИ изображали нападение России как начало новой мировой войны, сравнимой с вторжением нацистской Германии в Польшу. Украинская пропаганда сравнивает президента Владимира Путина с Адольфом Гитлером, называя его «Путлером», а российские войска — с нацистами, называя их смесью русских и фашистов — «рашистами». Украинская пропаганда называет российских военных «орками», а Россию — «Мордором» (вымышленной страной зла в романе Дж. Р. Р. Толкина «Властелина колец»). Термины используются украинскими высшими должностными лицами, военными и СМИ, также появляясь в докладах министерства обороны Украины. Жители страны могут назвать назначенного Россией мэра города «гауляйтером», а коллаборациониста — «полицаем».
В связи с неудачами российских войск в первые дни вторжения украинские СМИ и остальные информационные источники начали распространять оптимистическую риторику, сосредоточенную на нескольких основных тезисах: неудача плана военных действий; готовность ВСУ защитить Украину и дойти до российской столицы; деморализация, недостаточная подготовка, неэффективное вооружение и постоянные отступления российской армии, сопровождающиеся значительными потерями; введённые против России санкции, которые оказывают разрушительное воздействие на её экономику.
Вследствие того, что украинская армия гораздо меньше российской, в начале конфликта перед Украиной стояла необходимость максимально продвинуть нарратив о поражении России и представить украинскую армию как армию, одержавшую победу над «второй армией мира». Это послужило важной пропагандистской тактикой, известной как психологическая война. Украинцы превратили «вторую армию мира» в ругательство и шутку, тем самым высмеивая российскую армию. В начале войны с Россией различные украинские ресурсы активно распространяли видео с первыми российскими пленными, формируя негативный образ российской армии, противоречащий её образу как профессиональной и непреодолимой. Процесс изменения представления об образе российского солдата в сознании украинцев иллюстрировало «народное творчество», которое с первых дней войны активно отражало украинское общественное мнение относительно российских военных. Официальные и частные украинские источники представили новый образ солдат, прозванных «чмонями». В массовом сознании украинцев за год войны также укоренились такие прозвища российских военных как «свинособаки», «орки», «мародёры» и другие.
Украинское правительство продвигает идею Украины как страны, борющейся за свободу против иностранного агрессора. В соответствии с этим аргументом Россия представлена как дегуманизированный враг, для которого «жизни ничего не значат», что и свидетельствует о психологической войне, целями которой, среди прочего, являются призыв российского общества к действию и укрепление единства с доверием в украинском обществе. Украинская пропаганда сделала в том числе акцент на военных преступлениях, противостоянии российской пропаганде и фейкам, публикации сообщений информативного характера и указывании на последствия войны для международного сообщества. Украинские СМИ выпускали публикации, посвящённые разоблачению тем российской пропаганды, таких как бомбардировка Украиной Донбасса, использование эвфемизмов в отношении войны на Украине, наличие украинских биолабораторий, финансируемых США. Часть проукраинских нарративов была направлена на разоблачение российской дезинформации относительно готовности к мирному разрешению конфликта.
Украинские учёные пишут, что контрпропаганда страны разрушает «пропагандистские мифологемы», такие как «забота о населении освобождённых территорий» и «геноцид русскоязычного населения». Украинские учёные пишут, что тезис о том, что Украина является нацистским государством, опровергается тезисом о том, что Россия является фашистским государством с использованием «тактики перекладывания обвинений российской пропаганды на обвинителя» и «апелляции к авторитету». Последнее активно реализуется украинской стороной с помощью контрпропагандистского привлечения международных экспертов.
В комментарии газете Financial Times бывший украинский высокопоставленный сотрудник на условиях анонимности отметил, что Украина в ожесточённых боях за Бахмут часто использовала «контрпропаганду», направленную на поддержание имиджа успеха, в то время как страны Запада утверждали, что Бахмут не стоит огромных потерь. Украинские СМИ называли населённый пункт «крепостью Бахмут» и «несокрушимым».
По мнению российского оппозиционного политолога Фёдора Крашенниникова, ключевым достижением украинской пропаганды является её способность привлекать внимание аудитории среди международного русскоязычного сообщества, однако её основная проблема — ориентация не столько на борьбу против войны, сколько на поддержку Украины. В качестве второй важной проблемы политолог указывает внутреннее противоречие пропаганды, поскольку, с одной стороны, россиян призывают свергнуть Владимира Путина и поддержать Украину, но с другой стороны они же называются «рабами» с генетическими отклонениями и подвергаются различным формам дегуманизации. Третьим значительным аспектом, характеризующим воздействующую на россиян украинскую пропаганду, является её низкое качество, вызванное непониманием реалий российского общества.
Крашенниников отмечает, что, в отличие от российской пропаганды, украинская проявляет тенденцию к более открытому предоставлению различных информационных материалов аудитории без чёткого фильтра. Данный подход, как правило, вызывает негативные эмоциональные реакции среди аудитории из России, склоняя её к убеждению, что более целесообразно проявлять лояльность своей стране, чем подвергаться оскорблениям и проклятиям со стороны различных украинских источников, даже в случае занимаемой антивоенной и антипутинской позиции. Политолог также критикует украинских журналистов и пропагандистов за то, что их используемые слова и обороты могут быть восприняты носителями русского языка в России с иным акцентом.

## Медиавирусы и городские легенды
После начала войны на Украине появились многочисленные героические личности, включая загадочную женщину-снайпер «Уголь», стражей острова Змеиный, пилота «Призрак Киева» и других, сражавшихся против российских войск. Усилия в области коммуникаций, как на государственном, так и на низовом уровне, поддерживаются созданием проукраинского контента и мемов, привлекающих внимание англоязычные аудитории.

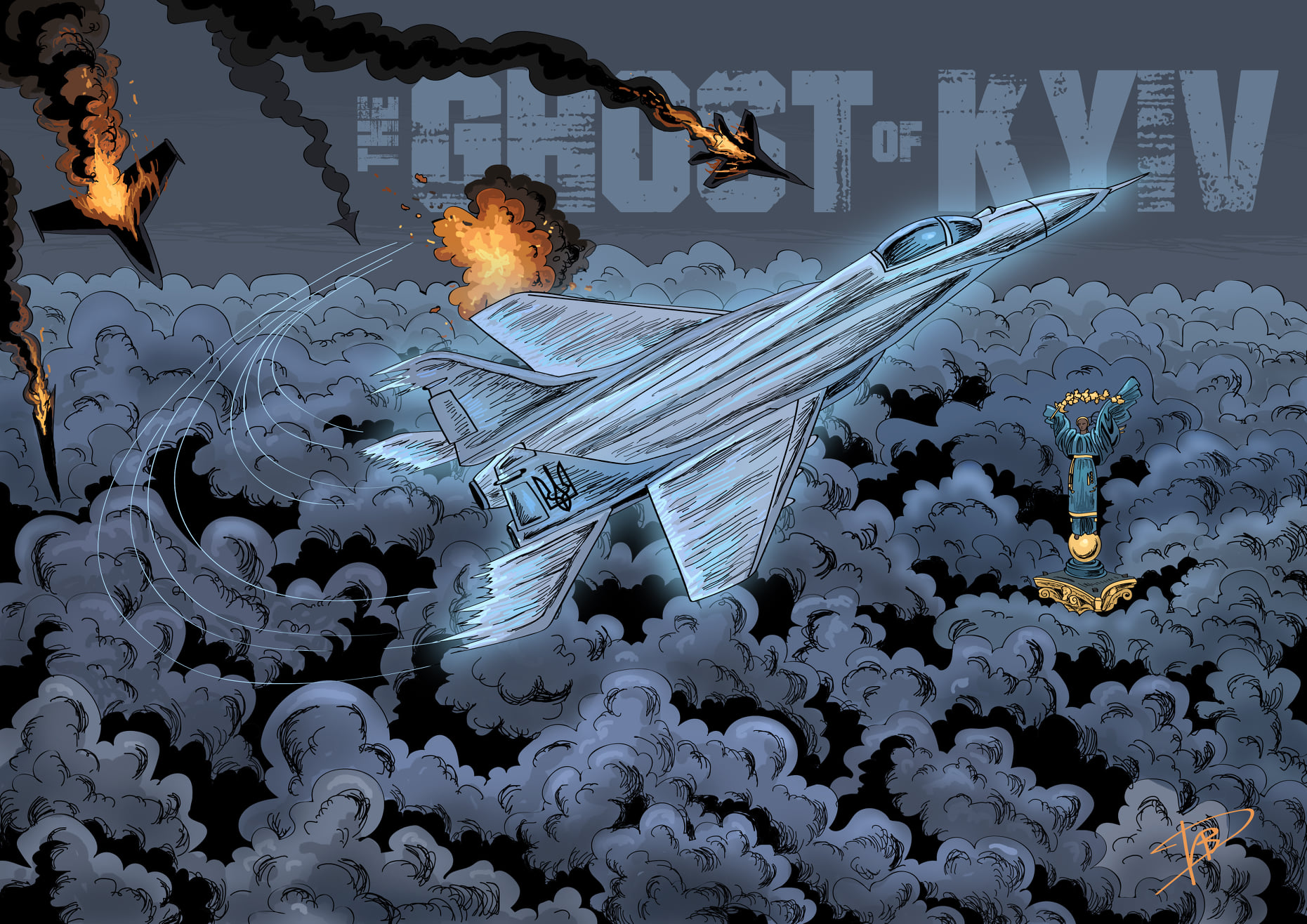
«Призрак Киева» — известный пример украинской пропаганды

Одна из известных дезинформирующих историй, развенчанных экспертами, касалась «Призрака Киева» — лётчика-истребителя, которому украинское правительство приписывало сбитие 10 российских истребителей. Порождая «исторических деятелей», таких как «Призрак Киева», украинская пропаганда наделяет сверхсилой небольшую в сравнении с российской украинскую армию, ссылаясь на большое количество вреда, нанесённого российским войскам. Другая история «Стражи острова Змеиный» повествует о 13 украинских пограничниках, которые якобы погибли при «героическом сопротивлении».

Марки с изображением украинского солдата, показывающего средний палец российскому кораблю, а также с изображением фермерского трактора, увозящего российский танк («Добрый вечер, мы из Украины»), тоже стали национальным символом и использовались для пропаганды.

«Святая Джавелина»

В поддержку Украины появилось несколько пропагандистских интернет-мемов, например, «Святая Джавелина», песня «Байрактар». «Святая Джавелина» представляет собой изображение Девы Марии, одетой в сине-золотые одежды и держащей ПЗРК «Джавелин». Это образ, адаптированный с картины американского художника Криса Шоу. Он создал эту картину на основе более ранней работы 2012 года, на которой Мадонна держит автомат Калашникова.
Среди других известных мемов является «Чернобаевка» — аэродром под Херсоном, периодически использующийся для размещения техники российской армией; широкое освещение в соцсетях и украинских СМИ получила стабильность обстрелов аэропорта украинскими войсками.
Частью военной пропаганды также стал пёс Патрон — украинская служебная собака, получившая международную известность во время вторжения, награждённая президентом Зеленским и ставшая героем десятков художественных работ, включая несколько муралов.
Среди мемов можно отметить «Украинский трактор», ставший популярным благодаря буксировке уничтоженной либо захваченной российской военной техники. Подобные происшествия, включавшие угон российской военной техники путём подцепа трактором, породили термин «Тракторные войска».
На Украине также стала известной «Киевская Мадонна» — фотография, символическое изображение женщины, которая кормит ребёнка, спрятавшись в киевском метро.

## Дезинформация
Украинское правительство использует различные пропагандистские стратегии, направленные как на собственное население, так и на международные СМИ, чтобы вызвать симпатии к Украине и враждебность по отношению к России. С начала войны появилось многочисленное количество фейковых новостей, призванных поднять боевой дух населения Украины и прославить её армию, большинство из которых распространялось официальными аккаунтами украинского государства.
Украинская пропаганда включает в себя преувеличения и неправду, многие из её утверждений были сомнительными или оказались ложными. В качестве примера этого в марте 2022 года журнал Forbes привёл не соответствующее действительности утверждение вице-премьер-министра — министра цифровой трансформации Украины Михаила Фёдорова о том, что Московская биржа прервала свою работу из-за кибератаки со стороны «IT-армии Украины». Специалист по информатике из Нью-Йоркского университета Лаура Эдельсон, изучающая дезинформацию, отметила, что Украина вовлечена в «довольно классическую пропаганду» и что в истории порой проникает ложная информация, которой в целом становится ещё больше из-за военных действий.
В первые дни после начала спецоперации в TikTok стали популярными видео, которые продвигали проукраинскую пропагандистскую линию. Они избегали показа сцен боев, убийств и разрушений, сосредотачиваясь на мужестве украинских военных. Впоследствии в соцсети стала популярной песня «Байрактар», посвящённая БПЛА Bayraktar TB2, использованному украинскими войсками в марте 2022 года. Текст высмеивает Вооружённые силы России и их вторжение на Украину. Песня стала основой для создания пародий на русские традиции и образы, в которых российские военные предстают в виде чудовищ и преступников.
Украинская пропаганда широко присутствует в западных СМИ, а сама Украина также сталкивалась с обвинениями в том, что негативное освещение её деятельности преуменьшается в СМИ. Профессор войны в современном мире Королевского колледжа Лондона Дэвид Бетц отмечает, что Украина наполняет сеть фейковой информацией о вторжении, несмотря на быстрые разоблачения таких фейков россиянами. По мнению учёного, Киев приобретает влияние на международной арене главным образом потому, что большинство западных СМИ и правительств поддерживают и распространяют его точку зрения, несмотря на то, что украинская пропаганда «является фальшивой и поддаётся проверке для любого, у кого хватит сообразительности сделать фундаментальные исследования». Эксперт отдела исследований в области безопасности Карлова университета в Праге Войтех Багенский отмечает, что украинская пропаганда выбирает риторику «если вы оставите нас в покое, здесь все умрут».
Анализ украинских учёных показал, что украинские СМИ в режиме контрпропаганды и военной цензуры используют: выборочный видеомонтаж, относительно оправданную героизацию, сопротивление реальным фактам, клевету, замалчивание, сокрытие собственных потерь, рационализацию аргументации, учёт чувствительности аудитории, стратегическое управление, содействие будущему развитию и благополучию украинцев, жертвование ради свободы, гиперболу, метонимию, проактивность и параноидальность. В украинских СМИ манипуляции носят количественный характер и включают обострение, преувеличение, переоценку национальных идей и героизма. Для них в качестве небольшой формы обмана характерно замалчивание. Учёные отмечают, что манипулятивная контрпропаганда Украины предлагает обманчивую картину мира войны с «благотворительной целью».
По словам советника и руководителя отдела коммуникаций бывшего министра обороны Украины Алексея Резникова Ирины Золотарь, сначала работала «стратегия оптимизма», которая помогала украинцам верить в себя, однако затем она стала причиной появления запутанной истории, в которой завышенные ожидания не соответствуют действительности. Золотарь отмечает, что статьи в украинских СМИ, описывающие ситуацию «не так хорошо», как официальная версия, были сочтены ложными.

### Телемарафон «Единые новости»
После начала вторжения несколько украинских телеканалов объединились для проведения телемарафона «Единые новости».
Близкие к украинскому олигарху и бывшему президенту страны Петру Порошенко телеканалы «Прямой», «Пятый канал» и «Эспрессо TV» были отключены от цифрового телевещания, сохраняя возможность вещания через спутник, YouTube и другие цифровые платформы, что вызвало определённые трудности в выявлении ответственных за это действие. Телемарафон стал основным источником новостей о войне — он предоставляет актуальные новости с передовой, обеспечивает население советами по безопасности и освещает экономическую ситуацию в стране. Проект даёт правительству Украины возможность оперативно доносить свои послания до граждан. Одним из приоритетов украинских властей после освобождения оккупированных территорий становится восстановление телевышек для обеспечения доступа местного населения к «Единым новостям», однако Россия этому противодействует.
Телемарафон «Единые новости», хотя и служит демонстрацией единства страны, подвергается широкой критике со стороны профессионального сообщества за угрозу плюрализму и свободе слова. С течением времени его пропаганда приобрела характер низкого качества и в определённый момент даже стала вредной. В эфирах телемарафона стали звучать заведомо ложные утверждения о контроле ситуации, предстоящей победе, а также о небольших потерях среди украинской армии в сравнении с российской. В то время как подлинные данные об украинских потерях умалчивались, широко не предоставлялись изображения разрушенных городов и не обсуждались потребности в мобилизации армии и добровольчестве. Некоторые критики украинского правительства попали в чёрный список новостных программ, и журналисты-расследователи стали жертвами негативных кампаний в соцсетях.
В январе 2024 года газета The New York Times назвала телемарафон государственной пропагандой. Украинские социологи отметили падение доверия зрителей к «Единым новостям» с начала 2023 года, а в феврале число недоверяющих впервые превысило число доверяющих.
В апреле 2024 года Госдепартамент США опубликовал отчёт о нарушениях прав человека, где указано, что этот украинский проект обеспечивает властям беспрецедентный контроль над телевизионными новостями в прайм-тайм.

### Преуменьшение собственных потерь
Немецкий историк Кристиан Хардингаус отмечает, что люди, как правило, склонны доверять тому государству, на которое было совершено нападение. В связи с этим в СМИ преобладает позиция Украины, которой выражается солидарность. Однако в ситуации войны обе стороны преуменьшают собственные потери и преувеличивают вражеские, что, по мнению Хардингауса, уменьшает объективность оценки событий и может создать иллюзию правоты только одной стороны.
Генерал-лейтенант в отставке и бывший командующий сухопутными войсками США в Европе Бен Ходжес отметил, что, несмотря на успешное формирование западного нарратива Киевом, ему не удалось убедить лидеров НАТО в установке бесполётной зоны над территорией Украины или предоставлении ВСУ истребителей. Чиновник подчеркнул, что в условиях военных действий государства чаще представляют информацию, которая является наиболее выгодной для них, и могут преувеличивать потери противника и преуменьшать собственные.
Контент-анализ 15 самых популярных украинских сайтов показал, что ни одно из национальных СМИ не сообщало ни статистики, ни отдельных случаев массовой гибели украинских военных в боях; вместе с тем региональные СМИ, не соблюдая государственную цензуру, сообщают о гибели конкретных участников военных действий с указанием в большинстве случаев их личных данных. Украинские учёные отмечают, что государству приходится сообщать о потерях, используя СМИ, чтобы не вызвать массовую панику, депрессию или другие негативные психологические последствия. Так, органы государственной власти или их представители используют косвенные или неточные сообщения о военных потерях, которые требуют дополнительного уточнения. Украина неоднократно называла цифры, носящие «откровенно спекулятивный характер». При этом потери российской стороны регулярно сообщаются в сводках и коммюнике с точными цифрами. В июле 2022 года представители министерства обороны Украины объясняли замалчивание потерь необходимостью дезориентации россиян.

## Рекламные и PR-кампании

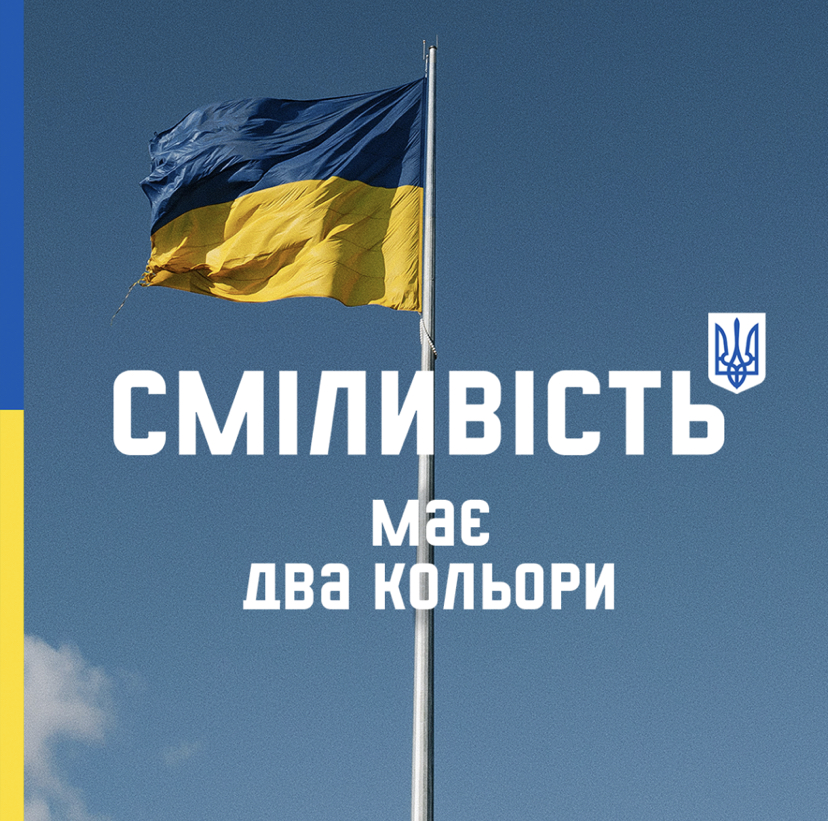
Плакат «У мужества два цвета» (Сміливість мае два кольори), появлявшийся на улицах украинских городов

### Плакаты и рекламные щиты
Украинская пропаганда направлена на завоевание симпатий, поддержки и финансовой помощи для победы в войне. Украина использует различные формы манипуляций, включая создание кинематографических трейлеров и компьютерных игр, чтобы формировать определённое восприятие в массовом сознании. Учреждения и многие частные лица используют мемы, видеоролики и анимацию, чтобы представить своё повествование широкой аудитории, добиться международного консенсуса сообщества пользователей, пропагандировать сопротивление и поддержать боевой дух граждан.
На территории Украины распространены рекламные щиты, которые отражают различные проукраинские патриотические и пропагандистские послания.
В поддержку Украины международными художниками, иллюстраторами и дизайнерами создаются различные пропагандистские плакаты, которые часто используется властями или другими частными лицами. Они распространяются в социальных сетях, а также распечатываются для рекламных щитов. Проукраинские плакаты являются не только носителями определённых идей, но и средством финансовой поддержки беженцев и украинских солдат. 
Осенью 2024 года была представлена книга «Плакаты военного времени 2022–2023», включающая более 450 работ украинских художников, графических дизайнеров и иллюстраторов. Эти плакаты, как утверждается, «работают против российской пропаганды». Некоторые из них акцентируют внимание на национальной культуре, которая находится под угрозой из-за войны и российской дезинформации. На других плакатах выражено яростное неповиновение: героические лица бойцов или руки, сжимающие коктейли Молотова. Многие плакаты сравнивают Россию и президента Владимира Путина с Адольфом Гитлером — особенно популярна среди украинцев чёрная свастика на красном фоне.
Лозунг «Stand with Ukraine», среди прочих, сформировал украинскую пропагандистскую повестку дня, отражая продолжающееся вторжение. Плакатные работы с этим слоганом используются как на печатных, так и на цифровых платформах (например веб-сайты кампании «Stand with Ukraine», плакатной кампании Украинской ассоциации графических дизайнеров «4-й Блок», выставки «Posterterritory»).

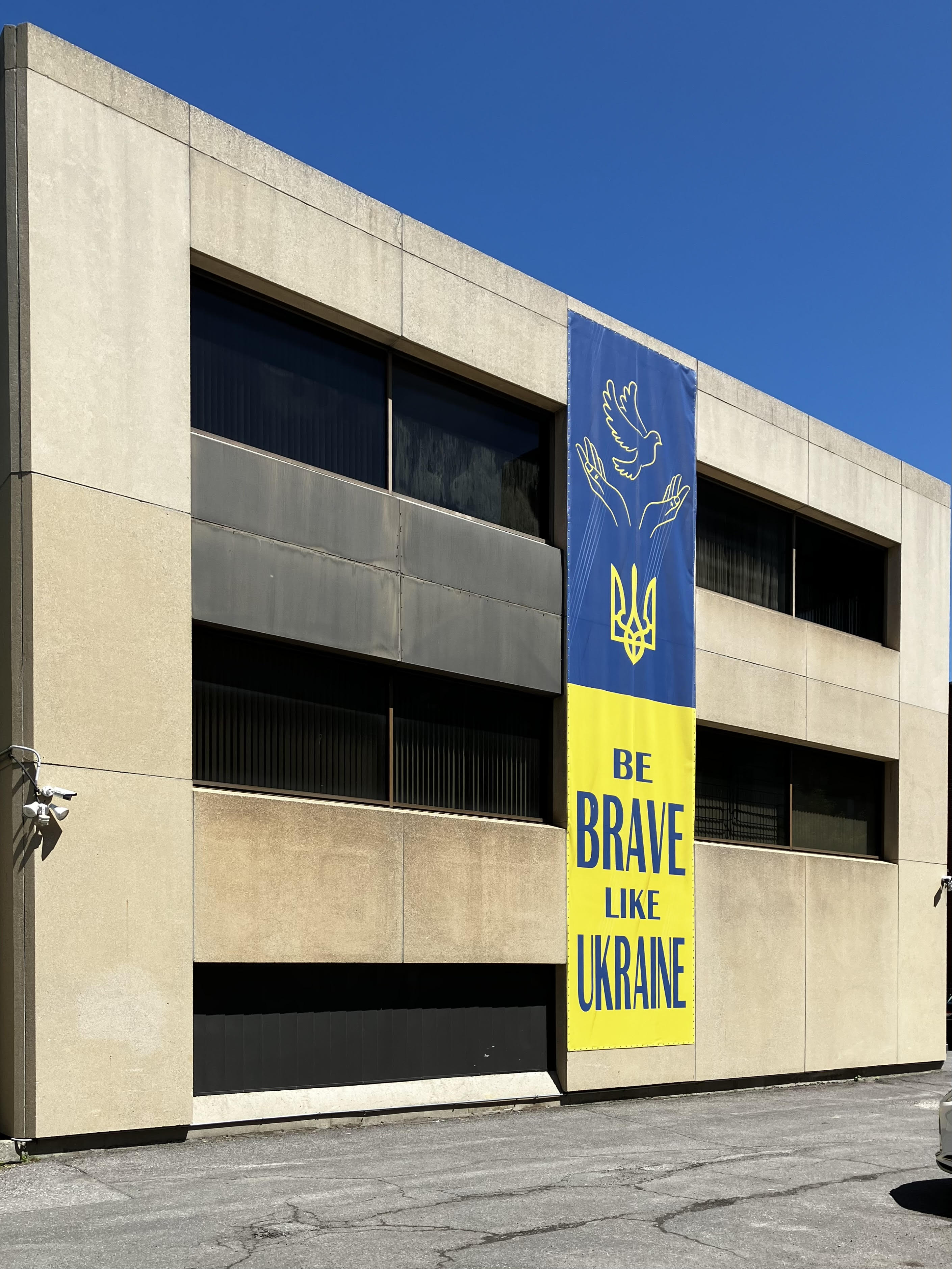
Пропагандистский билборд кампании «Be Brave Like Ukraine», висящий на посольстве Украины в Канаде

### «Be Brave Like Ukraine»
В разгар вторжения российских войск Украина начала официальную кампанию национального брендинга. В феврале 2022 года руководители украинского рекламного агентства Banda представили украинскому правительству кампанию «Be Brave Like Ukraine». В последующие месяцы агентство выпускало рекламные щиты, плакаты и видеоролики, публикации в соцсетях, футболки и наклейки.

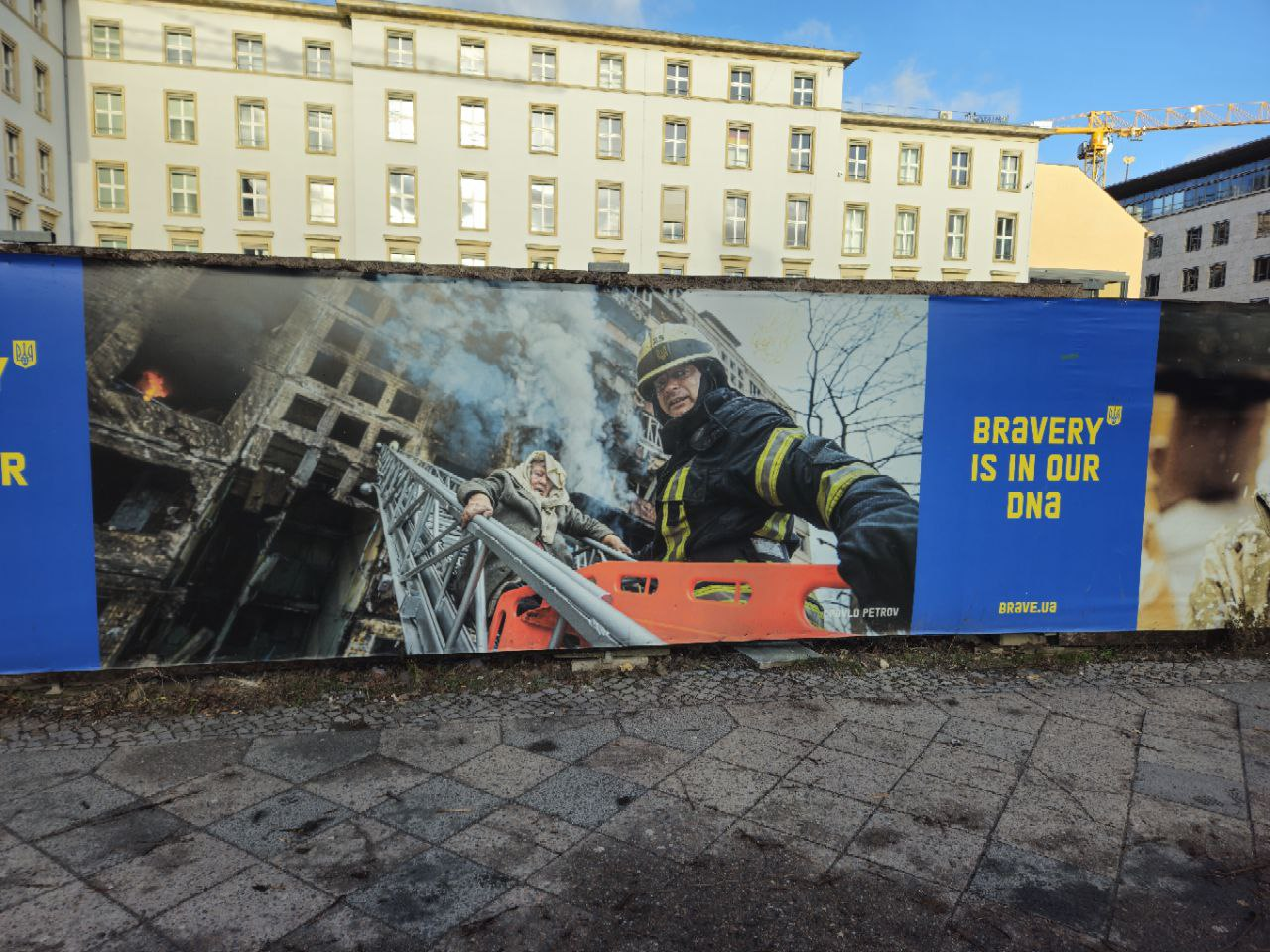
Украинский пропагандистский плакат на строительном заборе в Берлине

По мнению журналиста из Wired Моргана Микера, PR- и рекламному агентству Banda удалось в самом начале войны запустить широкомасштабную международную кампанию, построенную на идее, что «храбрость — это национальный стереотип, характеристика, связанная с принадлежностью к украинцам. Слово „храбрость“, написанное шрифтом агентства „Банда“ и обведённое синим и жёлтым цветами по бокам, было выставлено на Таймс-сквер в Нью-Йорке и стало фоном для речи премьер-министра Великобритании Бориса Джонсона, произнесённой в мае [2022 года]». Доцент Денверского университета Надя Канева отмечает, что Украина превратила национальный брендинг в «новое пропагандистское оружие, адаптированное к эпохе потребительской культуры и постоянной стимуляции СМИ».

### «PR-армия Украины»
Ключевым элементом пропагандистских усилий является международный легион фирм по связям с общественностью, напрямую сотрудничающих с министерством иностранных дел Украины в рамках информационной войны. Согласно информации отраслевого сайта PRWeek, инициатива была представлена лицом, которое якобы учредило на Украине фирму по PR. В первые часы вторжения была создана некоммерческая организация «PR-армия Украины». В инициативе участвовали сотни украинских волонтёров (в основном специалисты по коммуникациям и связям с общественностью) с целью «усиления украинских голосов, противостояния российской пропаганде и поддержки репутации Украины как демократической страны».
В конце февраля 2022 года министерство иностранных дел Украины стало активно сотрудничать с украинскими PR-агентствами, Лондоном и PRCA, чтобы получить поддержку профессионалов в области коммуникаций за пределами Украины. Специальная команда по правительственным коммуникациям создала веб-сайт War.ukraine.ua, предоставляющий ключевые нарративы и официальные каналы для получения информации и пожертвований. Впоследствии PR-специалист Роб Блэки начал краудфандинг с целью ознакомления россиян с новостями об Украине с использованием цифровой рекламы, обходящей цензуру российского правительства. Генеральный директор PRCA Фрэнсис Ингхэм выразил признательность за возможность координировать усилия в поддержку украинского правительства.
Многие международные PR-агентства отреагировали на войну, предоставляя поддержку сотрудникам, пострадавшим от кризиса. Компании, такие как Edelman, APCO Worldwide, Hill & Knowlton, Weber Shandwick, Ketchum и другие, выразили глубокую обеспокоенность событиями и предоставляли консультации клиентам по преодолению трудностей в условиях войны. Некоторые фирмы выделили средства для оказания помощи беженцам и поддержали своих украинских коллег.
Свыше 150 агентств по коммуникациям и их представителей выразили готовность предоставить активную поддержку Киеву в информационной войне. Некоторые PR-группы скоординировали свои действия с правительством Украины для предоставления бесплатной поддержки, например, подбирая фрилансеров для работодателей. PR-группы работают над распространением информации о войне на Украине, используя влиятельные каналы, занимаясь проверкой фактов и обеспечиванием соблюдения ключевых нарративов, сотрудничая с ведомствами и предоставляя помощь в различных областях, таких как политические коммуникации, медиаотношения, графический дизайн, видеопроизводство, социальные сети и другие.
Международные усилия в области PR возглавляются соучредителем PR Network Ники Регаццони и ведущим консультантом по PR Фрэнсисом Ингамом, установившим тесные связи с правительством Великобритании. Ингам работал в Консервативной партии Великобритании, занимал пост в Совете по стратегии и оценке правительственной службы связи Великобритании, является исполнительным директором Международной консалтинговой организации в области коммуникаций и возглавляет членский орган LG Comms, ориентированный на вопросы коммуникации местных британских органов власти.
В марте 2023 года «PR-армия Украины» представила платформу «Голоса свободы» для связи журналистов и PR-специалистов с доверенными лицами, лидерами общественного мнения и очевидцами. Платформа обеспечивает доступ к базе данных более 80 утверждённых спикеров по различным темам, таким как энергетика, безопасность, экология, продовольственный кризис, санкции, ядерная угроза, европейская интеграция, украинская культура и история. Пользователям предоставляется возможность проверять квалификацию потенциальных спикеров и их репутацию, а также бороться с дезинформацией и пропагандой. PR-армия установила связи с международными журналистами и СМИ в 74 странах, работая с более чем 1200 изданиями, включая Forbes, The Washington Post, BBC, CNN и Financial Times.

## Поддержка США

### Американские лоббисты Украины
Украина активно пользуется американскими услугами лоббирования, связей с общественностью и бесплатной юридической помощи. Лоббисты США связывают украинских чиновников с западными лицами, чтобы помочь в войне против России.
В марте 2022 года издание Politico опубликовало материал о растущей активности американских лоббистов в контексте военного конфликта между Украиной и Россией. В ходе войны была развёрнута масштабная PR-кампания, организованная сетью специалистов по связям с общественностью, лоббистов и бывших правительственных чиновников. Эта PR-машина обмена сообщениями оказала значительное влияние на освещение событий в СМИ и формирование политических решений. В качестве одного из ключевых участников этой PR-сети в Вашингтоне медиа-организация назвала Эндрю Мака — советника Зеленского с ноября 2019 года и руководителя офиса украинской юридической фирмы Asters в столице США. Его роль заключалась в обеспечении коммуникации с СМИ от имени президента Зеленского, что придавало значительный вес украинской позиции в американском обществе. Газета The New York Times в качестве ещё одного лоббиста привела Дэниела Вайдича, «которому платили украинская энергетическая отрасль и некоммерческая организация гражданского общества, но сейчас он работает бесплатно». Лоббисты, такие как Вайдич, выразили надежду, что средства, которые обычно направлялись их фирмам, будут использованы на военные и гуманитарные нужды украинцев, пострадавших от боевых действий.
Лоббистская и коммуникационная компания Your Global Strategy, соучредителями которой являются Шай Франклин и Майкл Штайнер, занялась установлением связей между украинскими чиновниками и американскими мэрами и губернаторами в рамках усилий по поддержке Украины в военном конфликте. По словам Франклина, он, среди прочего активно сотрудничал с администрацией президента Украины для организации виртуальных встреч между мэрами Одессы и Киева и их коллегами из США. По данным министерства юстиции США, Your Global Strategy организовала неформальные видеосвязи между мэром Харькова Игорем Тереховым и мэрами городов США, такими как Эрик Адамс (Нью-Йорк), Мишель Ву (Бостон) и Лори Лайтфут (Чикаго). По данным Boston Herald, Игорь Терехов обращался к Мишель Ву с просьбой поддержать ужесточение санкций против России. Юрист из Мэриленда Лукас Ян Качмарек сообщил министерству юстиции США о своих попытках обеспечить поставки оружия и других материалов для министерства обороны Украины через дипломатические каналы.
Помимо формальных лоббистов и специалистов по связям с общественностью, администрация Зеленского также поддержала контакты с бывшими правительственными чиновниками, связанных с администрацией Байдена. Среди них назывались бывший посол США в России Майкл Макфол и бывший посол США на Украине, старший директор Евразийского центра Атлантического совета Джон Хербст.
PR-инициативы украинской стороны охватывают не только Вашингтон, но и выходят за его пределы. Стратегические видеозвонки между Зеленским и Маком, а также поддержка со стороны посольства Великобритании в США, свидетельствовали о многогранных усилиях по формированию позитивного образа Украины в мировом сообществе. Действия лоббистов привели в том числе к введению санкций в отношении ответственного за организацию «Северного потока — 2» Газпрома, а также к запрету на импорт нефти и газа из России, поддержанному лоббистами нефтегазовой отрасли Украины.
Научный сотрудник Института ответственного государственного управления Куинси Бен Фриман отмечает, что лоббисты, представляющие интересы Украины, сталкиваются с минимальными преградами в американском политическом пространстве. В связи с отказом фирм от российских клиентов российское лобби в США стали терять свою активность. Это подтверждается тем, что члены Конгресса стали повторять нарративы, выдвигаемые украинским лобби. Важным аспектом воздействия украинского лобби стала фраза «оружие Путина», использованная для описания проекта «Северный поток-2» и ставшая популярной в период введения санкций против Газпрома.

### Финансирование украинских СМИ USAID
Агентство США по международному развитию (USAID) предоставляло финансовую помощь украинскому правительству. Средства направлялись на цифровизацию, развитие энергетики, восстановление критически важной инфраструктуры, поддержку переселенцев и аграрного сектора. С начала вторжения России на Украину USAID финансировал, например, работу центра помощи участникам боевых действий, где предоставлялись юридические и психологические услуги.
В феврале 2025 года было опубликовано расследование издания The Free Press, утверждающее, что Агентство США по международному развитию финансирует пропагандистскую машину на Украине. Основным спонсором украинских СМИ являлась неправительственная организация Internews, созданная при содействии USAID. В 2024 году ежегодный отчёт Internews гласил, что компания оказала «всестороннюю поддержку» 536 СМИ на Украине и обучила более 5000 журналистов. По данным гендиректора Института массовой информации Оксаны Романюк, 90 % украинских СМИ выжили благодаря грантам, и 80 % (или более) украинских СМИ сотрудничали с USAID.
По мнению The Free Press, некоторые украинские СМИ, получающие поддержку от USAID, зачастую становились самыми активными сторонниками власти, что приводило к дискредитации независимых журналистов. USAID оказывает финансовую поддержку деятельности военных вербовщиков, которые похищают мужчин с улиц и подвергают их пыткам в случае отказа от службы в армии.
По данным испанской газеты El Pais, свыше ста организаций в сфере культуры и СМИ Украины лишились поддержки после заморозки программ Агентства США по международному развитию в начале 2025 года. Из-за прекращения финансирования пострадали независимые СМИ на Украине, которые получали гранты и публиковали материалы, часто содержащие критику в адрес правительства. Предприниматель, старший советник президента США Дональда Трампа Илон Маск прокомментировал эту ситуацию в своём Твиттере: «Независимые медиа. Ржу в голос».

## Кибервойна
Украинская киберармия ведёт информационную войну против российского нарратива, осуществляет кибератаки на российские объекты.
В начале вторжения России на Украину министр цифровой трансформации Михаил Фёдоров инициировал кампанию «цифровой блокады» России, призывая международные компании покинуть российский рынок. Кроме того, он сыграл важную роль в создании «IT-армии Украины» — цифрового движения, объединяющего около 100 000 человек, включая украинских и западных IT-специалистов и хакеров. Основная цель «IT-армии Украины» — проведение цифровой войны против России. Она занимается организацией кампаний политического давления зарубежом и распространением украинской военной пропаганды (в том числе в западных СМИ и социальных сетях) через такие социальные сети как Telegram, «ВКонтакте», Discord, Reddit.
Проукраинские хакеры для продвижения пропаганды были нацелены в том числе на российские государственные СМИ и различные веб-сайты, управляемые Кремлём. «IT-армия Украины» взламывает российские сайты и прекращает их работу, с помощью взломов на российских радиостанциях транслировался гимн Украины, а на российских телеканалах появлялись сообщения, пропагандирующие прекращение войны и утверждающие о вине за неё россиян.
В течение трёх дней после начала атак на Киев Фёдоров и его команда активизировали усилия для мобилизации поддержки и сопротивления в условиях военных действий. Они начали кампанию с целью оказания давления на технологические компании США, стремясь обеспечить поддержку ВСУ. Частями их стратегии стали сбор пожертвований в криптовалюте, обеспечение доступа к спутниковому интернет-сервису Starlink от Илона Маска, и мобилизация добровольцев «IT-армии Украины» для взлома российских объектов. Министерство цифровой трансформации было реструктуризовано в военную организацию, координирующую деятельность через официальный Telegram-канал. Призыв к разработчикам, дизайнерам и специалистам по безопасности привёл к массовому отклику, и, по состоянию на март 2022 года, свыше 300 000 человек присоединились к усилиям «IT-армии Украины».
В первые 50 дней с момента начала российского вторжения украинские власти провели масштабную работу по идентификации тел погибших и пленных российских военнослужащих. Для этого они использовали технологию сканирования, которая позволила установить личности сотен солдат и связаться с их семьями в России. Некоторые эксперты назвали это «классической психологической войной», которая может установить опасный новый стандарт для будущих конфликтов.
В ноябре 2022 года группа специалистов из Аделаидского университета провела исследование свыше 5 миллионов твитов с ключевыми хэштегами, опубликованными в течение 2 недель после начала военных действий. По их словам, более 90 % твитов были проукраинскими, при этом менее 7 % можно было классифицировать как пророссийские, а общее число фейковых аккаунтов и ботов составляет около 60—80 %. Учёные пришли к выводу, что украинская сторона более активна и продвинута в использовании автоматизированных аккаунтов в Твиттере, а активность российских ботов в первую неделю конфликта была минимальной.